# Libero Liberati
Libero Liberati   (Terni, 20 de setembre de 1926 - Terni, 5 de març de 1962) fou un pilot de motociclisme italià que va guanyar el Campionat del Món de 500cc de 1957. Es va morir el 1962 en un accident de circulació mentre s'entrenava amb la moto a la carretera, prop de Terni.

## Carrera esportiva

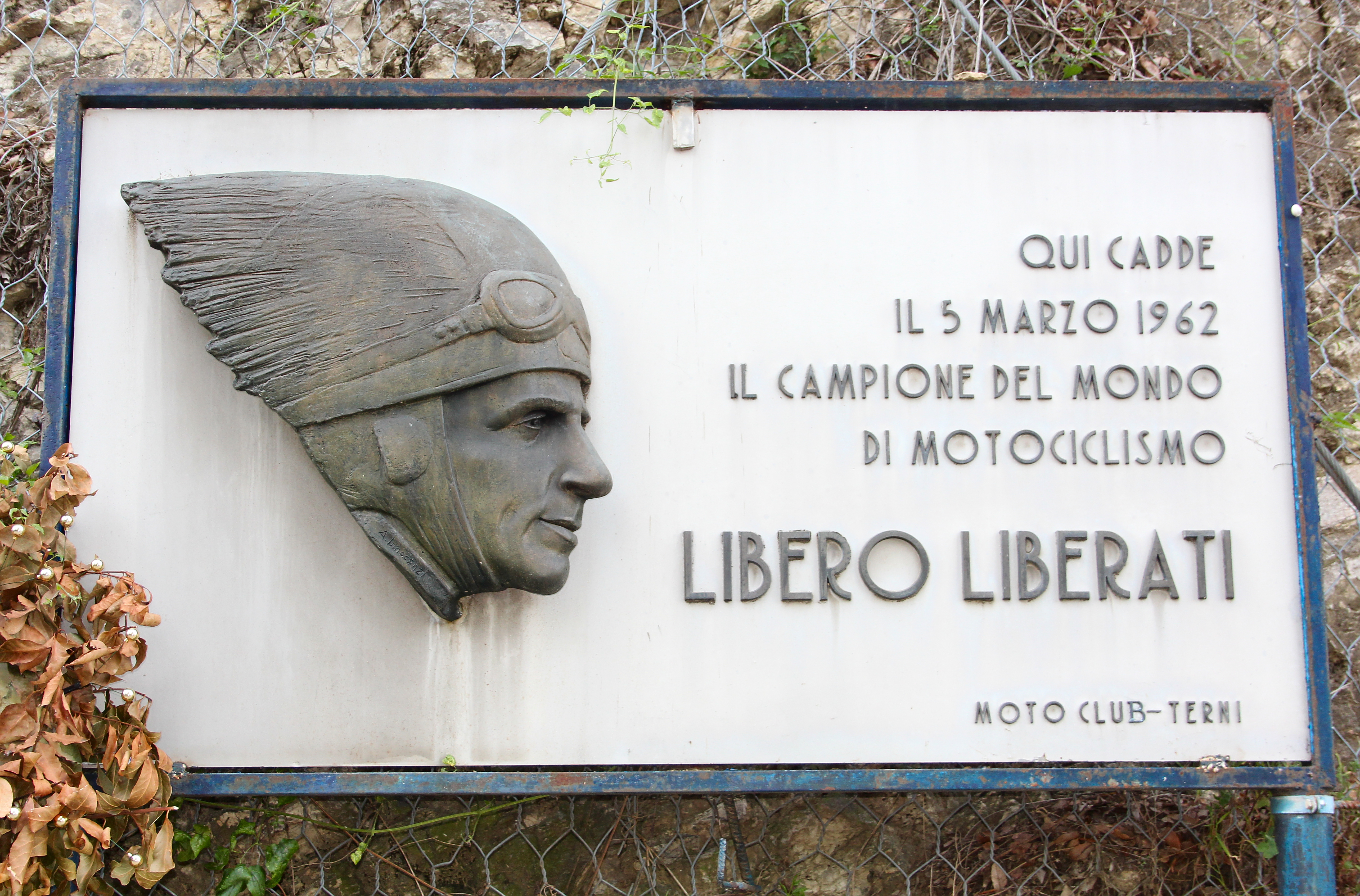
Placa commemorativa al lloc de l'accident mortal

Liberati s'inicià en el món del motociclisme l'any 1944 i es va donar a conèixer en guanyar diverses curses a Itàlia al tombant de la dècada del 1940. Al principi es mostrà refractari a participar en el campionat del món, però el 1950 Moto Guzzi el va fitxar per a disputar el mundial de 500cc, tot i que només hi va córrer en una única cursa. El mateix va passar l'any següent amb Gilera. Finalment, el 1953 va obtenir els seus primers punts al campionat. La seva primera victòria va arribar el 1956 a la categoria dels 350cc. El 1955 i el 1966, Liberati va guanyar el Campionat d'Itàlia de 500cc amb la Gilera.
El 1957 va guanyar el mundial de 500cc després d'aconseguir-hi un total de quatre victòries. També va guanyar una cursa a la categoria dels 350cc. Tanmateix, a final de temporada, una disputa amb Gilera el va deixar sense motocicleta. El 1959, Moto Morini li va donar l'oportunitat de tornar a córrer, aquesta vegada en la categoria dels 250cc, on acabà dotze.

## Mort
El 5 de març de 1962, Liberati s'estava entrenant amb la moto per la carretera regional 209 Valnerina, que va de Terni a Muccia (província de Macerata), quan va relliscar a causa del terra mullat al revolt de Cervara, a tocar de Terni, i es va morir en colpejar-se violentament el cap contra la paret.

## Resultats al Mundial de motociclisme
Barem de puntuació de 1950 a 1968:
| Posició | 1 | 2 | 3 | 4 | 5 | 6 |
| Punts   | 8 | 6 | 4 | 3 | 2 | 1 |

(Ids. Grans Premis | Llegenda) (Curses en negreta indiquen pole; curses en  itàlica indiquen volta ràpida)
| Any  | Categoria | Equip       | 1     | 2     | 3     | 4     | 5     | 6     | 7     | 8     | 9     | Punts | Posició | Victòries |
| ---- | --------- | ----------- | ----- | ----- | ----- | ----- | ----- | ----- | ----- | ----- | ----- | ----- | ------- | --------- |
| 1953 | 500cc     | Gilera      | IOM - | DTT - | BEL - | GER - | FRA - | ULS - | CH -  | NAT 3 | ESP - | 4     | 12è     | 0         |
| 1955 | 500cc     | Gilera      | ESP - | FRA 2 | IOM - | GER - | BEL - | DTT - | ULS - | NAT - |       | 6     | 7è      | 0         |
| 1956 | 350cc     | Gilera      | IOM - | DTT - | BEL - | GER - | ULS - | NAT 1 |       |       |       | 8     | 7è      | 1         |
| 1956 | 500cc     | Gilera      | IOM - | DTT - | BEL - | GER - | ULS - | NAT 2 |       |       |       | 6     | 8è      | 0         |
| 1957 | 350cc     | Gilera      | GER 1 | IOM - | DTT 3 | BEL 2 | ULS 3 | NAT 3 |       |       |       | 22    | 2n      | 1         |
| 1957 | 500cc     | Gilera      | GER 1 | IOM - | DTT 2 | BEL 1 | ULS 1 | NAT 1 |       |       |       | 32    | 1r      | 4         |
| 1959 | 250cc     | Moto Morini | IOM - | GER 4 | DTT - | BEL - | SWE - | ULS - | NAT - |       |       | 3     | 12è     | 0         |